# Mario Alimari
Mario Alimari (São Paulo, 1 de julho de 1929 - São Paulo, 5 de novembro de 1989)  foi um ator e humorista brasileiro que sempre morou na cidade de São Paulo.

## Carreira
Iniciou sua carreira artística na década de 1950, quando ele entrou na TV Tupi de São Paulo, e começou a participando do TV Comédia quinzenalmente e alternadamente aos domingos, programa que foi criado e dirigido por Geraldo Vietri.
Trabalhou em alguns TV de Vanguarda, também na TV Tupi, onde criou o Pé com Pano que o projetou definitivamente. Posteriormente trabalhou na TV Excelsior, com o programa Quartelzinho do Pé com Pano, esteve na TV Bandeirantes e TV Gazeta. Também teve paticipação no programa Essa Gente Inocente, TV Record, sob a direção de Wilton Franco. A partir de 1979 esteve novamente na TV Tupi onde ficou até 1980, com o programa Os Pankekas e do Show Riso.